# حمزة أباد سفلي
حمزة أباد سفلي هي قرية في مقاطعة بيرانشهر، إيران. عدد سكان هذه القرية هو 137 في سنة 2006.